# Synhoria cephalotes
Synhoria cephalotes is een keversoort uit de familie van oliekevers (Meloidae). De wetenschappelijke naam van de soort is voor het eerst geldig gepubliceerd in 1793 door Olivier.